# M-Hero
M-Hero Technology (кит. 东风汽车集团股份有限公司猛士汽车科技公司) — подразделение китайской компании Dongfeng, производящее высокопроизводительные люксовые электромобили-внедорожники. Китайское название бренда Mengshi (猛士) было унаследовано от линейки военных автомобилей Dongfeng. В 2023 году была представлена первая модель бренда M-Hero — Mengshi 917.
M-Hero принадлежит компании Dongfeng Motor Group (DFG), которая является зарегистрированной на бирже компанией. Dongfeng Mengshi принадлежит Dongfeng Motor Corporation (DFM), материнской компании DFG. DFM не зарегистрирована на бирже, и большая часть её информации о военном производстве засекречена.

## Продукция
- M-Hero 917 (2023 — настоящее время) — полноразмерный SUV
- M-Hunter — полноразмерный ROV
- M-Hero M800 — полноразмерный SUV

- Mengshi 917
- Mengshi M-Hunter